# Sophie França
Sophie França es una productora asociada y montajista chilena.
Ha sido la realizadora de varios montajes documentales tanto en Chile como en Francia, país donde nació.
Participó en el montaje de El diario de Agustín, serie ambientada durante la dictadura militar de Chile de 1973, y la relación del El Mercurio con dicho régimen militar.